# W76
El W76  es una ojiva termonuclear de Estados Unidos. La primera variante se fabricó de 1978 a 1987 y aún está en servicio a partir de 2019. En 2018, se anunció una nueva variante de bajo rendimiento que se espera gane capacidad de operación inicial en 2019.
El W-76 se transporta dentro de un vehículo de reentrada Mk-4. Los misiles balísticos lanzados desde el submarino Trident I y Trident II de EE. UU. Y Trident II pueden llevar ojivas W76 como una opción de ojivas, junto con ojivas W88 en el Trident II.
No se conocen las dimensiones del vehículo de reentrada W76 y Mk-4 que lo transporta; solo el peso de la cabeza de guerra de 362 libras (164 kg) ha sido revelado.
El W76 Mod 0 y Mod 1 tienen un rendimiento de 100 kilotones.
El W76-1 / Mk4A mejorado se usará en submarinos estadounidenses y británicos.